# Norderoogsand
Norderoogsand (nordfriesisch Noorderuug Söön) ist der mittlere und zweitgrößte der Nordfriesischen Außensände im Nationalpark Schleswig-Holsteinisches Wattenmeer. Er liegt westlich von Norderoog und Pellworm und südwestlich von Hooge und wird im Süden durch das Rummelloch vom Süderoogsand getrennt. Der Sand ist etwa 7,5 Kilometer lang (Nord-Süd-Richtung) und etwa zwei Kilometer breit, wobei auch beim Norderoogsand die für die Nordfriesischen Außensände typische Wanderung in östlicher Richtung zu beobachten ist.
Seit Ende der 1990er Jahre wurde im Norden des Sandes eine verstärkte Dünenbildung beobachtet, die eine neue Insel entstehen ließ. Die Dünen hatten 2012 schon eine Höhe von vier Metern erreicht und die Fläche der Insel wurde mit 14 ha beziffert. Im Oktober 2013 war die Insel bereits auf eine Größe von 18 ha angewachsen. In der Mitte der Insel hat sich eine Salzwiese von 1 ha Größe entwickelt. 2015 war die Insel nach den Orkanen Christian und Xaver auf 8 bis 9 ha geschrumpft.

## Flora und Fauna
Der größte Teil des Sandes ist unbewachsen. Die Dünen im nördlichen Drittel sind mit Pionierpflanzen wie Strandhafer, Strandroggen und Strandquecke bewachsen. Die Zahl der Pflanzenarten auf der Düneninsel stieg nach Angaben der Nationalparkverwaltung von 2007 bis 2013 von fünf auf 70 an.
Im Dünenbereich lässt sich mittlerweile auch Vogelbrut feststellen. Für 2012 wurde folgender Brutpaar-Bestand verzeichnet:
| Deutsche Bezeichnung | Wissenschaftlicher Name | Brutpaare |
| -------------------- | ----------------------- | --------- |
| Austernfischer       | Haematopus ostralegus   | 4         |
| Sandregenpfeifer     | Charadrius hiaticula    | 2         |
| Graugans             | Anser anser             | 4         |
| Mantelmöwe           | Larus marinus           | 2         |
| Eiderente            | Somateria mollissima    | 2         |
| Wanderfalke          | Falco peregrinus        | 1         |
| Heringsmöwe          | Larus fuscus            | 74        |
| Silbermöwe           | Larus argentatus        | 149       |

Über das Brutgeschäft hinaus hat der Norderoogsand große Bedeutung als Rastgebiet während des Vogelzugs, wenn sich Limikolen, Gänse und Entenvögel in Schwärmen von mehreren tausend Tieren auf dem Sand aufhalten. Seehunde nutzen den Norderoogsand insbesondere nördlich der Dünen als Rastplatz.
Die Betreuung des Schutzgebietes erfolgt durch den Verein Jordsand durch den Vogelwart auf Norderoog. 2017 berichtete der Verein über eine Rattenplage auf beiden Inseln. Die Ratten werden bejagt. Im Jahr 2024 ist die Ausbreitung der Rattenbestände fortgeschritten: Bei einer Drohnenbefliegung wurden 100 Wanderratten auf einer Fläche von nur 8 Hektar erfasst. Eine Reduzierung dieser, den Bruterfolg zahlloser Vogelarten bedrohenden Plage könnte durch vermehrte Landunter und das Aufstellen von Rattenfallen bewirkt werden.
Norderoogsand liegt in der Schutzzone 1 des Nationalparks und darf daher nur mit Ausnahmegenehmigung betreten werden.

## Weblinks

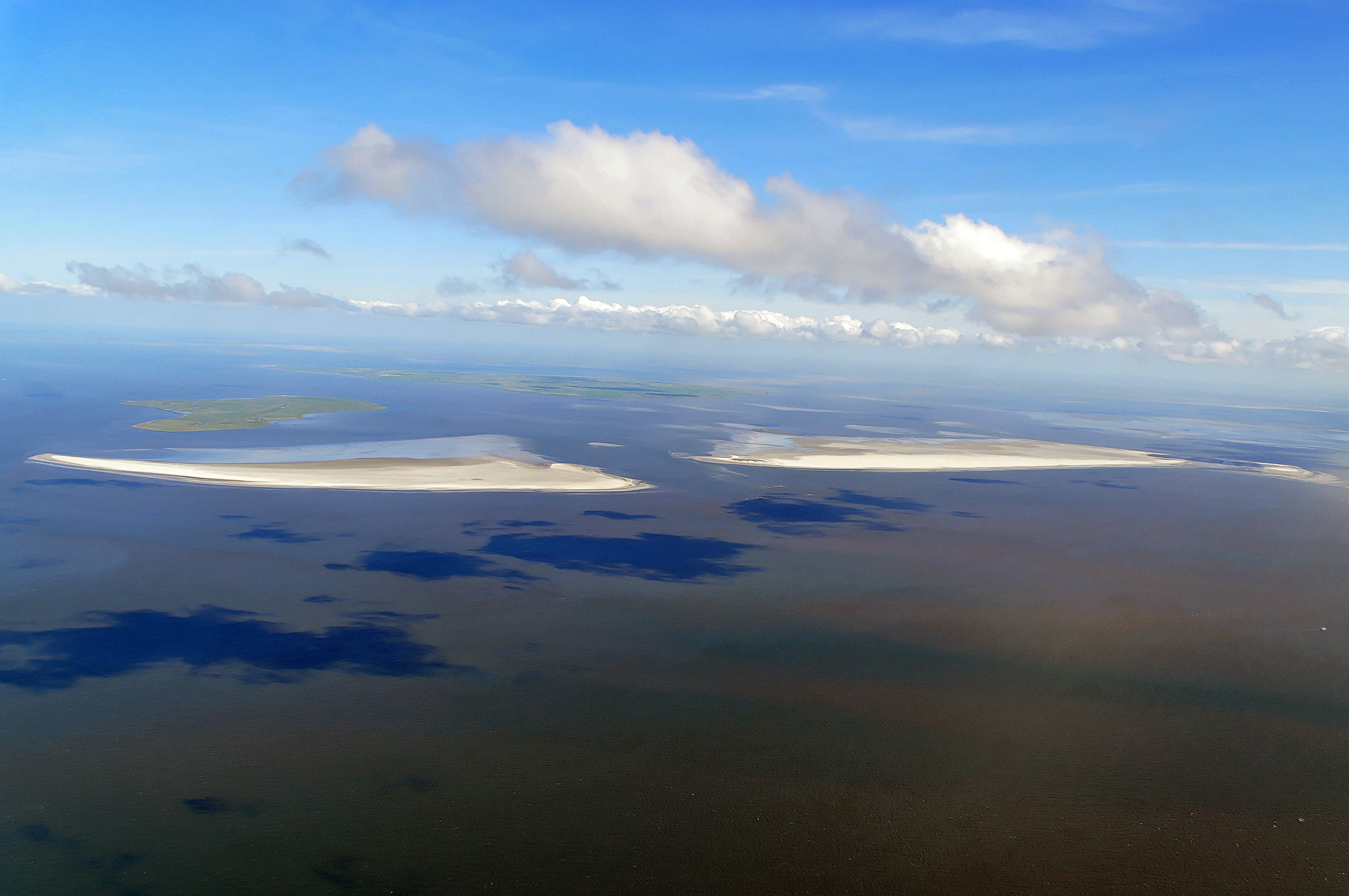
Norderoogsand (rechts, mit der Düneninsel etwa in der Bildmitte)